# Adonisea pulchripennis
Adonisea pulchripennis là một loài bướm đêm trong họ Noctuidae.